# Kang Na-ru
Kang Na-ru (ur. 25 kwietnia 1983) – koreańska lekkoatletka specjalizująca się w rzucie młotem.
Jej największym dotychczasowym sukcesem jest srebrny medal mistrzostw Azji (Amman 2007). Wielokrotna mistrzyni i rekordzistka kraju.

## Rekordy życiowe
- rzut młotem – 63,80 (2012) rekord Korei Południowej